# 渡辺祐子
渡辺 祐子（わたなべ ゆうこ、のちにゆう子に改名、1966年2月26日 - ）は、京都府長岡京市生まれの元女優。身長163cm、体重45kg。

## 人物・略歴
父の転勤により東京に転居。都立高校在学中の時に東京・原宿でスカウトされたのをきっかけに芸能界デビュー。CMモデルとして活動した後、1983年のドラマ「さよなら三角」でテレビ初出演。1984年公開の和泉聖治監督作品『魔女卵』に、約500人の中から主演に選ばれ映画初出演。通っていた高校は、学校が芸能活動を許してくれなかったために、本人は卒業したかったものの「不本意ながら」中退。以後、女優として活動。
趣味はローラースケート、水泳、乗馬。当時（1984年～1999年）の所属事務所はスカイコーポレーション。
2002年以降は目立った芸能活動はなく引退状態である。

## 出演

### 映画
- 魔女卵（1984年、東映） - 主演：三上レイ 役
- V.マドンナ大戦争 （1985年、松竹富士/三船プロ） - 若原小町(スパイのコマチ)役
- 恋する女たち （1986年、東宝） - エリナ 役
- あいつに恋して （1987年、東宝） - レジ係 役
- シャコタン☆ブギ （1987年、東映） - ケイコ 役
- 童貞物語2 チェリーボーイズ （1988年） - バスガイド 役
- 迷猫 MAIGO （2001年）

### テレビドラマ
- ザ・ハングマン4 （1984年） - ジャッキー / 水木悠子 役
- しあわせの国 青い鳥ぱたぱた？
- ヤヌスの鏡 （1985-86年）
- 特捜最前線 第480話「殺人志願! 少女、18歳の熱い夏」 （1986年） - 島崎梢 役
- ザ・ハングマンV 第26話「アベック強盗が海外逃亡を夢みた!」 （1986年） - ヨーコ 役
- 土曜ワイド劇場
  - 京都殺人案内 第12作「撮影所の女をさぐれ!」（1986年） - 瀬川真紀 役
  - 軽井沢－東京 女子大生たちの危ないゲーム!! （1988年）
- あぶない刑事 第18話「興奮」（1987年） - 高橋ユミ 役
- 大都会25時 第6話「女ライダーを狙う変装警官!」 （1987年）
- ザ・ハングマン6 第12話「どっちに賭ける? 射殺ゲーム!」 （1987年） - 美加 役
- ベイシティ刑事 第22話「時効 それぞれの10年」 （1988年）
- はぐれ刑事純情派 第1シリーズ 第6話 （1988年）
- 名奉行 遠山の金さん 第1シリーズ 第14話「危険なつっぱり娘」（ANB / 東映） - お照 役
- 暴れん坊将軍III （ANB/東映）
  - 第36話「恋と喧嘩のイダ天街道」 （1988年） - お小夜 役
  - 第99話「女ふたり 許されぬ夢！」 （1990年） - お松 役
- 同・級・生 （1989年）
- さすらい刑事旅情編 第2シリーズ 第19話 （1990年）
- 愛・炎の如く （1990年）
- 土曜ドラマ（NHK)
  - 新十津川物語（1991年） - 野崎民江 役
- 幕府お耳役檜十三郎 第5話「五万石争奪!踊る密書」（1991年）
- 火曜サスペンス劇場 「飛ぶ男、墜ちる女 すり変わった墜死体!?」 （1991年）
- しゃぼん玉 （1991年）　- オフィスレディ（※清水美砂演じる青山涼子の友人役）

### CM
- ポッカ BEACH BOY　※「V.マドンナ大戦争」とのタイアップ
- プロミス